# Ohlhoffia
Ohlhoffia – wymarły rodzaj błonkówek z rodziny Ohlhoffiidae. Obejmuje tylko jeden opisany gatunek, O. robusta. Żył w kredzie na terenie współczesnej Mjanmy.

## Taksonomia
Rodzaj i gatunek typowy opisane zostały po raz pierwszy w 2020 roku przez Corentina Jouault, Aleksandra Rasnicyna i Vincenta Perrichota na łamach „Cretaceous Research”. Opisu dokonano na podstawie inkluzji w bursztynie birmańskim, odnalezionych w dolinie Hukawng, w okolicy Noije Bum w gminie Tanai i dystrykcie Myitkyina na terenie birmańskiego stanu Kaczin. Skamieniałości datowane są na późny alb lub wczesny cenoman. Nazwę rodzajową nadano na cześć Rainera Ohlhoffa, który udostępnił inkluzję, zaś epitet gatunkowy oznacza po łacinie „tęga”.

## Morfologia
Błonkówka o ciele długości 6,3 mm, bardziej przysadzistym niż u pokrewnej Myanmephialtites, pokrytym grubym oskórkiem. Kulistawa głowa charakteryzowała się obecnością na czole i ciemieniu od dziesięciu do dwunastu poprzecznych listewek, z których sześć miało szereg wyraźnych ząbków lub guzków. Oczy złożone były duże, a ponad nimi na zaokrąglonym ciemieniu występowały trzy przyoczka. Potylica była lekko wklęśnięta, chropowata. Stosunkowo krótkie czułki miały przysadzisty trzonek, krótką, acz dłuższą niż szeroką, niewiele dłuższą od trzonka nóżkę oraz zbudowany z 21 członów, stopniowo ku szczytowi zwężający się biczyk. Żuwaczki były małe, przysadziste, trójzębne. Głaszczki szczękowe budowały cztery wydłużone człony. Policzki były zaokrąglone, skórzaste. Przedplecze sięgało teguli. Wysklepiony wierzch śródplecza miał wyraźne i zbieżne ku tyłowi notaulices oraz słabo zaznaczoną, nieosiągającą tylnej krawędzi podłużną bruzdę środkową. Mesoscutellum i zaplecze były lekko żeberkowane i zbliżone długościami. Skrzydło przednie miało 4,3 mm długości, dziesięć komórek i cechowało się wąską przestrzenią kostalną, wąską i wydłużoną pterostygmą, długą i wąską komórką marginalną, drugą komórką submarginalną trzykrotnie dłuższą od trzeciej oraz drugą żyłką poprzeczną medialno-kubitalną (2m-cu) położoną znacznie bliżej nasady niż druga żyłka poprzeczna radialno-medialna (2r-m). Użyłkowanie skrzydła tylnego odznaczało się brakiem drugiej żyłki analnej (2A). Na przedniej krawędzi skrzydła tylnego leżało osiem haczyków. Odnóża były długie, zakończone pięcioczłonowymi stopami o pazurkach z pojedynczym, przedwierzchołkowym ząbkiem. Biodra tylnej pary były znacznie większe niż par pozostałych, wierzchołkowo przedłużone w boczną flankę nakrywającą miejsce osadzenia krętarza. Golenie przedniej pary miały na szczycie jedną ostrogę, a te pozostałych par po dwie ostrogi. Wszystkie ostrogi były stosunkowo krótkie. Pomostek tworzyły dwa niewiele dłuższe niż wysokie segmenty. Gaster był krótko-owalny, dwukrotnie dłuższy od pomostka. Dwa jego pierwsze tergity były największe. Samica miała krótkie pokładełko o wąskich, na szczytach szeroko zaokrąglonych osłonkach.